# Операција Врнограч ’95
Операција Врнограч ’95 је операција покренута од стране НОЗБ, Црвени беретки и Српске добровољачке гарде против 5. корпуса АРБиХ, са циљем да заузму Врнограч, Грабовицу, Елезовиће, Градину, Врнограчку Слапницу, Доњу Слапницу, Долове, Брда, Шестановицу и Тодоровску Слапницу. Операција је завршена 21. јуна када је НОЗБ заузела ова села.

## Позадина
Удружене снаге НОЗБ и Војска Републике Српске покренули су 10. јануара Мала Кладуша–Подзвизд офанзиву, борбе од јануара биле су тешке и напредак на обје стране је био веома спор јер је АРБиХ имала добро успостављену одбрану на свом положају.
До краја фебруара „Црвене беретке“ су извеле тешке нападе и очистиле трупе 5. корпуса у северном делу око Подзвизда. Током марта поново су отпочеле борбе за Подзвизд и Малу Кладушу. НОЗБ је успјела да заузме села Подзвизд, Мала Кладуша, Марјановац, Грахово, Горња Слапница, Кумарица и Орчеву Луку. А до 21. марта та офанзива је и завршила. Након тога, НОЗБ се фокусирала на поновно заузимање Врнограча.

## Ток операције
Борбе су се продужиле до априла. Опет, битке су биле споре, упорни гурање, са постепеним добицима. Најзначајнији успех је био средином априла када су НОЗБ и српске трупе заузеле низ села, продирући око километар према Врногрчу са запада. Током маја није било много окршаја, али су неке борбе омогућиле НОЗБ да заузме неколико села око Врнограча. Крај борбе за Врнограч почео је средином јуна, а браниоци 505. и 506. бригаде коначно су подлегли непресушном притиску ОГ „Паук“ и повукли се из Врнограча 21. јуна. Са тиме је и завршила ова операција у којој је НОЗБ је успјела да заузме села Врнограч, Грабовицу, Елезовиће, Градину, Врнограчку Слапницу, Доњу Слапницу, Долове, Брда, Шестановицу и Тодоровску Слапницу.
Током следеће недеље, јединице ОГ „Паук” потиснуле су још 2 километра јужно пре него што се одбрана 5. корпуса учврстила. За сада су завршене велике борбе између снага НОЗБ и АРБиХ. Али даље битке су се наставиле у јулу када је НОЗБ покренула операцију Мач-1.